# Metroid II: Return of Samus
A Metroid II: Return of Samus egy akció-kalandjáték, amit a Nintendo fejlesztett és adta ki Game Boyra. Ez volt első Metroid játék kézikonzolra, és Észak-Amerikában 1991 novemberében adták ki, majd a következő évben Japánban és Európában. A játékban a fejvadász Samus Arant azzal bízták meg, hogy teljesen irtsa ki a Metroidokat a szülőbolygójukon az SR388-on, mielőtt az Űrkalózok megszereznék őket. A játékosoknak meg kell találniuk és meg kell semmisíteniük a Metroidokat a különböző fejlődési szakaszokon, hogy előre jussanak.
Mint az eredeti Metroidot Nintendo Entertainment Systemre, a Metroid II-t a Nintendo Research & Development 1 fejlesztette és Jokoi Gunpei volt a producer. A játékban számos új képesség mutatkozott be, amik a sorozat részeivé váltak, beleértve Samus kerék-vállú „Varia Suit”ja, a „Space Jump”, a „Spazer Beam” és a „Spider Ball”.
A Metroid II pozitív kritikákat kapott, dicsérve a történetet, a beállítást és a továbbfejlesztett játékmenetet szembe az eredetiével, de kritizálták a primitív grafikát és az audiót. 2003-ig 1,72 millió példány kelt el világszerte. 2011-ben újra kiadták a játékot a Nintendo 3DS Virtual Console szolgáltatásában. A játék folytatását a Super Metroidot 1994-ben adták ki Super Nintendo Entertainment Systemre. A játék továbbfejlesztett remake-jét, a Metroid: Samus Returnst 2017-ben adták ki Nintendo 3DS-re.

## Fordítás
- Ez a szócikk részben vagy egészben  a   Metroid II: Return of Samus című angol Wikipédia-szócikk fordításán alapul.  Az eredeti cikk szerkesztőit annak laptörténete sorolja fel. Ez a jelzés csupán a megfogalmazás eredetét és a szerzői jogokat jelzi, nem szolgál a cikkben szereplő információk forrásmegjelöléseként.